# Tiếng Bình
Tiếng Bình hay Bình thoại (giản thể: 平话; phồn thể: 平話; bính âm: Pínghuà; Yale: Pìhng Wá; đôi khi được gọi là 廣西平話/广西平话) là một nhóm phương ngữ tiếng Trung Quốc được nói ở chủ yếu tại Khu tự trị dân tộc Choang Quảng Tây, với một số người nói tại Vân Nam. Tiếng Bình là ngôn ngữ giao thương tại vài vùng thuộc Quảng Tây. Một bộ phận người nói tiếng Bình được xác định là người Tráng và có những điểm khác biệt với người Hán chiếm đa số. Nhóm phương ngữ bắc tiếng Bình tập trung tại Quế Lâm và nhóm nam tập trung tại Nam Ninh. Nam Bình thoại có nhiều đặc điểm đáng chú ý như có 4 nhập thanh khác nhau (入声), nhiều từ mượn tiếng Tráng, và từ wei ở cuối câu mệnh lệnh.

## Lịch sử và phân loại
Nghiên cứu tại Quảng Tây vào thập niên 1950 đã ghi nhận những phương ngôn mà khi đó được gộp vào nhóm Việt (Yue, tiếng Quảng Đông), song khác biệt với các phương ngôn nói tại Quảng Đông. Bình thoại được xác định là một nhóm phương ngữ riêng, tách biệt với Việt ngữ, bởi Viện Khoa học xã hội Trung Quốc vào thập niên 1980 và từ đó được nhìn nhận như thế từ đó đến nay.
Vì đã được công nhận là một nhóm phương ngữ riêng, Bình Thoại ngày một được tập trung nghiên cứu. Năm 2008 một báo cáo của Viện Khoa học xã hội Trung Quốc ghi nhận sự tăng lên về số lượng tài liệu nghiên cứu và thẩm tra Bình Thoại, từ 7 trước khi phát hành Trung Quốc Ngữ Ngôn Địa Đồ Tập năm 1987, đến 156 trong thời gian từ đó đến 2004.
Vào thập niên 1980, số người nói được liệt kê là hơn 2 triệu.
Tiếng Bình được chia làm hai phân nhóm:
- Quế Bắc (Guìběi 桂北) tại bắc Quảng Tây, quanh thành phố Quế Lâm, gần với vùng nói các phương ngữ Quan thoại Tây Nam.
  - và cũng có thể ở một số nơi ở Hồ Nam, chẳng hạn như tiếng Bình Thông Đạo.
  - Ưu Niệm
- Quế Nam (Guìnán 桂南) tại nam Quảng Tây, quanh thành phố Nam Ninh. Những phương ngữ này tạo thành một dãy phương ngữ với các phương ngữ tiếng Quảng Đông tại đây.[7] Yu Jin chia nhóm này thành ba loại:[8]
  - Ung Giang, nói dọc theo sông Ung quanh Nam Ninh.
  - Quan Đạo (官道), tại Lai Tân ở đông Nam Ninh và các huyện, thành phố Hoành Châu, Tân Dương.
  - Dung Giang, nói dọc theo sông Dung ở bắc Liễu Châu.

## Âm vị học
Bình thoại Nam Ninh có âm xát bên vô thanh [ɬ], tương đương với /s/ và /z/ trong tiếng Hán trung cổ (/ɬam/ "ba" và /ɬi/ "bốn"). Điều này khác với tiếng Quảng Đông chuẩn nhưng giống với các phương ngữ Quảng Đông khác như tiếng Đài Sơn.

### Thanh điệu
Tiếng Bình phía nam có 6 thanh ở âm tiết mở, và bốn trong âm tiết đóng, giống trong những phương ngôn Quảng Đông lân cận như phương ngữ Bác Bạch.
| Tên           | Tên | Bình píng 平 | Thượng shàng 上 | Khứ qù 去 | Nhập rù 入 |
| ------------- | --- | ------------ | --------------- | --------- | ---------- |
| Âm yīn 陰     | 高  | 52 - ˥˨      | 33 - ˧˧         | 55 - ˥˥   | 5 - ˥      |
| Âm yīn 陰     | 低  | 52 - ˥˨      | 33 - ˧˧         | 55 - ˥˥   | 3 - ˧      |
| Dương yáng 陽 | 高  | 21 - ˨˩      | 24 - ˨˦         | 22 - ˨˨   | 23 - ˨˧    |
| Dương yáng 陽 | 低  | 21 - ˨˩      | 24 - ˨˦         | 22 - ˨˨   | 2 - ˨      |